# 미나미아리마정
미나미아리마정(南有馬町)은 나가사키현 시마바라반도에 있던 정으로 미나미타카키군에 속했다.
2006년 3월 31일, 주변 7정과 대등합병해, 미나미시마바라시가 되어 소멸하였다.

## 지리
시마바라 반도의 남쪽에 위치하며 남쪽 해안을 시마바라만과 접하고 있다

## 역사
1496년(메이오 5년) 아리마 타카즈미(有馬貴純)가 현재의 마을 지역에 원성을 쌓고, 이후 전국시대부터 에도 시대 초기까지 마을 이름의 유래가 된 아리마 가문의 통치가 이루어졌다. 기독교 대영주 아리마 요시타다와 그의 아들 아리마 하루노부 시대에 기독교 신자가 늘어났지만, 하루노부의 아들 아리마 나오스순은 막부의 명령으로 배교하여 기독교를 박해했고, 1614년(게이초 19년) 아리마씨는 전봉되어 마쓰쿠라 시게마사(松倉重政)와 마쓰쿠라 카쓰카케(松倉勝家)가 압제 정치를 하게 되었다. 1637년(간에이 14년)에 발발한 시마바라의 난 때, 반란군은 방치되어 있던 원성터에 고성을 쌓고 저항했지만 막부군에 진압되었다.
시마바라의 난 이전까지는 아리마촌이 1촌이었지만, 난 이후 미나미아리마촌, 기타아리마촌의 2촌으로 나누었다. 또한, 시마바라번을 통치하며 부흥에 힘쓴 고카리키 다다부사의 정책으로 1642년(간에이 19년)부터 현재의 마을 지역에 쇼도시마 등에서 섬 주민들이 이주해 왔다고 전해진다. 
- 1889년 4월 1일 - 정촌제 시행에 의해 미나미아리마촌이 성립하였다.
- 1932년 1월 1일 - 정으로 승격해 미나미아리마정이 되었다.
- 2006년 3월 31일 - 구치노쓰정·미나미아리마정·가즈사정·니시아리에정·아리에정·후쓰정·후카에정이 합병, 시로 승격해 미나미시마바라시가 성립하였다. 미나미아리마정은 자치체로서는 소멸하였다.

## 교통

### 도로
- 국도 251호선
- 국도 389호선